# Fred Grim
Pour les articles homonymes, voir Grim.
Fred Grim, de son nom complet Johann Georg Friedrich Grim, est un footballeur puis entraîneur néerlandais né le 17 août 1965 à Amsterdam. Il évoluait au poste de gardien de but avant de devenir enyraîneur.

## Biographie

### Joueur
Fred Grim est formé à l'Ajax Amsterdam. Pour s'imposer en tant que gardien il doit rejoindre le Cambuur Leeuwarden en 1987,,.
Le club évolue d'abord en deuxième division, le club est promu à l'issue de la saison 1991-1992,.
En 1994, il rejoint l'Ajax Amsterdam. Durant les cinq premières saisons, il est gardien remplaçant et ne joue que quelques rencontres de première division,.
Il est alors sacré champion en 1995, 1996, 1998,,.
Dès la saison 1999-2000, il devient titulaire au sein de cages de l'Ajax,,.
Après une dernière saison 2001-2002, il raccroche les crampons sur un dernier titre de champion en 2002,.
Fred Grim dispute durant sa carrière 168 matchs en première division néerlandaise. Au total, en compétitions européennes, il dispute 14 matchs de Coupe UEFA.

### Entraîneur
Fred Grim est entraîneur d'Almere City de 2012 à 2015.
Il est l'entraîneur du RKC Waalwijk depuis 2018.

## Palmarès
| Ajax Amsterdam \| - Championnat des Pays-Bas (4) : - Champion : 1994-95, 1995-96, 1997-98 et 2001-02. - Coupe des Pays-Bas (3) : - Vainqueur : 1997-98, 1998-99 et 2001-02. \| \| - Supercoupe des Pays-Bas (1) : - Vainqueur : 1999. - Finaliste : 1996, 1998 et 1999. \| |  | Cambuur Leeuwarden - Championnat des Pays-Bas D2 (1) : - Champion : 1991-92.          |
| - Championnat des Pays-Bas (4) : - Champion : 1994-95, 1995-96, 1997-98 et 2001-02. - Coupe des Pays-Bas (3) : - Vainqueur : 1997-98, 1998-99 et 2001-02. |  | - Supercoupe des Pays-Bas (1) : - Vainqueur : 1999. - Finaliste : 1996, 1998 et 1999. |